# Pravo u 2002.
◄◄ | ◄ | 1999. | 2000. | 2001. | 2002.  | 2003. | 2004. | 2005. | ► | ►►
Arhitektura • Astronautika • Astronomija • Biologija • Film • Fotografija • Glazba • Kazalište • Kemija • Kiparstvo • Knjige • Književnost • Kršćanstvo • Meteorologija • Medicina • Planinarstvo • Politika • Pravo • Promet • Slikarstvo • Strip • Šport • Televizija • Znanost • Zrakoplovstvo • Željeznički promet
Pravo u 2002.

## Svijet

### Događaji
- 1. srpnja: Stupio na snagu Rimski statut Međunarodnoga kaznenog suda, kojim je osnovan Međunarodni kazneni sud.

## Vanjske poveznice
|  | Zajednički poslužitelj ima još gradiva o temi Pravo |